# Yoo Sung-joo
Yoo Sung-joo (Yu Seong Ju, hangeul : 유성주), né le 12 novembre 1973 en Corée du Sud, est un acteur et comédien de théâtre sud-coréen. Principalement connu pour avoir joué le rôle de Byeong-gi (joueur n°111) dans Squid Game.

## Films et séries
Source :

### Séries
- 2022 : Poong, le psychiatre Joseon (en) : Cho Tae-hak
- 2022 : Link: Eat, Love, Kill (en) : Seo Young-Hwan
- 2022 : Juvenile Justice : Président de SY Chemicals
- 2021 : The Silent Sea : M. Hwang
- 2021 : Snowdrop : Commandant milliatire
- 2021 : Hometown (en) : Pasteur Woo Sung-Min
- 2021 : Squid Game : Byeong-gi (joueur n°111)
- 2021 : Times (en) : Byeong-gi
- 2020 : Search (en) : Nam Sung-Beom
- 2020 : Stranger (saison 2) : Avocat
- 2020 : Sur le Ring (en) : Yang Nae-Sung
- 2020 : Mystic Pop-up Bar : Président Choi et gouverneur local
- 2019 : Chief of Staff (en) : Lee Chang-Jin
- 2019 : The Great Show (en) : Jung Han-Soo
- 2019 : Mr. Temporary (en) : Lee Do-Jin
- 2019 : Confession : Chef de cabinet d'avocats
- 2018 - 2019 : Sky Castle : Park Soo-Chang

### Films
- 2021 : My Big Mama's Crazy Ride : Yoo Han-Il
- 2020 : Pawn : Choi Man-Sik
- 2020 : Voice of Silence : Il-Gyu
- 2020 : Steel Rain 2: Summit : Commandant de l'armée de la 7e division